# Atimia helenae
Atimia helenae es una especie de escarabajo longicornio del género Atimia, tribu Atimiini, subfamilia Lamiinae. Fue descrita científicamente por Linsley en 1934.
La especie se mantiene activa durante los meses de abril y mayo.

## Descripción
Mide 8-12 milímetros de longitud.

## Distribución
Se distribuye por Estados Unidos.